# Фудбалски савез Алжира
Фудбалски савез Алжира (арап. الاتحادية الجزائرية لكرة القدم - (AFF)) је главна фудбалска организација Алжира. Основан 1962. године и са седиштем у главном граду Алжиру. Има јурисдикцију у систему фудбалских лига Алжира и надлежан је за мушку и женску репрезентацију. Иако је незванична репрезентација играла утакмице од 1958. године, прва призната међународна утакмица одиграла се у јануару 1963. године, неких шест месеци након добијања независности Алжира. 
У 2021. години, двадесет структура је додато Алжирском фудбалском савезу. Фудбалски савез Алжира се сматра чланом ФИФА.